# 斓螳属
斓螳属（学名：Stictomantis）为螳科的一个属。

## 下属物种
本属包括以下物种：
- 环足斓螳 Stictomantis cinctipes Werner, 1916